# دونالد ای. مارتین
دونالد ای. مارتین (انگلیسی: Donald A. Martin؛ زادهٔ ۲۴ دسامبر ۱۹۴۰) یک ریاضی‌دان، فیلسوف، و استاد دانشگاه اهل ایالات متحده آمریکا است. مارتین در سال ۱۹۶۲ مدرک کارشناسی خود را از مؤسسه فناوری ماساچوست دریافت کرد و در سال‌های ۱۹۶۵ تا ۱۹۶۷ عضو جوان انجمن پژوهشگران هاروارد بود. در سال ۲۰۱۴، او به عضویت انجمن ریاضی آمریکا درآمد.
زمینهٔ فعالیت وی بیشتر در حوزه‌های نظریه مجموعه‌ها، فلسفه و فلسفه ریاضیات است. وی استادِ دانشگاه یوسی‌ال‌ای (UCLA) است.
دونالد ای. مارتین همچنین برندهٔ جوایزی همچون کمک‌هزینه گوگنهایم شده‌است.